# Maledetta tenerezza
Maledetta tenerezza è un singolo del gruppo musicale italiano La Rappresentante di Lista, pubblicato il 1º marzo 2019 come terzo estratto dall'album in studio Go Go Diva.

## Formazione
Gruppo
- Veronica Lucchesi – voce, cori
- Dario Mangiaracina – chitarra, sintetizzatore, pianoforte Farfisa, basso, voce

Altri musicisti
- Davide Rossi – composizione ed esecuzione strumenti ad arco
- Roberto Cammarata – programmazione e chitarra aggiuntive
- Gabriele Cannarozzo – basso elettrico
- Marta Cannuscio – percussioni, cori
- Angelo Di Mino – sintetizzatore aggiuntivo
- Fabio Gargiulo – sintetizzatore aggiuntivo, Valhalla DSP, Roland RE-201
- Erika Lucchesi – sassofono, cori
- Enrico Lupi – tromba, Fender Rhodes, cori
- Massimo Sciamannea – programmazione, montaggio, sintetizzatore aggiuntivo

Produzione
- Fabio Gargiulo – produzione artistica, registrazione
- Sabino Cannone – registrazione, missaggio, mastering
- Roberto Cammarata – registrazione aggiuntiva, pre-produzione